# Saint-Georges-de-Chesné
Pour les articles homonymes, voir Saint-Georges, Saint Georges (homonymie) et Georges.
Saint-Georges-de-Chesné est une ancienne commune française située dans le département d'Ille-et-Vilaine en région Bretagne, peuplée de 706 habitants. Le 1er janvier 2019, elle a fusionné avec Saint-Jean-sur-Couesnon, Saint-Marc-sur-Couesnon et Vendel pour former la commune de Rives-du-Couesnon.

## Géographie

### Situation
Saint-Georges-de-Chesné est situé à 38 km au nord-est de Rennes et à 49 km au sud du Mont-Saint-Michel dans le pays de Fougères, entre Mayenne et Normandie. La commune se trouve entre Fougères (11 km) et Vitré (16 km). Saint-Georges-de-Chesné est placée à moins de 10 km de l’échangeur de l’autoroute des Estuaires (A84) de Saint-Aubin-du-Cormier.

### Relief
Constituée de vallons, la commune se situe sur la ligne de partage des eaux entre la Manche et l’Atlantique. Saint-Georges-de-Chesné est baigné par le Général, affluent du Couesnon, et est bordé au sud par le bois de Rumignon, espace naturel départemental.

### Communes limitrophes
Les communes limitrophes sont Vendel, Billé, Combourtillé, Mecé, Livré-sur-Changeon, Saint-Aubin-du-Cormier et Saint-Jean-sur-Couesnon.

### Climat
Saint-Georges-de-Chesné bénéficie d'un climat océanique.
| Mois                                       | Janv | Fév  | Mars | Avr  | Mai  | Juin | Juil | Août | Sept | Oct  | Nov  | Déc | Année |
| ------------------------------------------ | ---- | ---- | ---- | ---- | ---- | ---- | ---- | ---- | ---- | ---- | ---- | --- | ----- |
| Températures minimales moyennes (°C)       | 2,1  | 2,4  | 3,5  | 5,3  | 8,2  | 11,1 | 13,0 | 12,8 | 11,1 | 8,3  | 4,8  | 3,0 | 7,1   |
| Températures moyennes (°C)                 | 5,1  | 5,7  | 7,6  | 9,8  | 13,0 | 16,2 | 18,3 | 18,0 | 16,1 | 12,5 | 8,2  | 5,9 | 11,4  |
| Températures maximales moyennes (°C)       | 8,0  | 9,1  | 11,8 | 14,3 | 17,8 | 21,2 | 23,7 | 23,2 | 21,1 | 16,7 | 11,5 | 8,7 | 15,6  |
| Moyennes mensuelles de précipitations (mm) | 62,7 | 56,9 | 53,1 | 43,7 | 63,6 | 46,1 | 39,3 | 41,3 | 47,9 | 62,1 | 69,2 | 63  | 648,8 |

## Toponymie

### Attestations anciennes[3],[4]
Chesneyum (1516)
Chesné (1590)
Chenneyum, Chienné (XVIIe siècle)
Saint-Georges Enchaîné (XVIIIe siècle)
Chaîné (Révol.)
Chienné (XIXe siècle)

#### Étymologie
Le nom ancien de la commune est probablement un dérivé du nom du chêne en gaulois: cassanos ; on peut supposer pour Chesné, comme pour les toponymes de type Chesnay, un cassaneton, qui désigne un bois de chênes. Mais avec l'attestation du XVIIIe siècle (Saint-Georges Enchaîné), on a pu imaginer une référence à des chaînes portées par saint Georges terrassant le dragon. Cette hypothèse est douteuse, car les chaînes ne sont pas un attribut connu de saint Georges mais plutôt de saint Pierre (aux liens).
Le nom de la commune connut différentes variations (on retrouve première trace écrite de Chiene en 1404, de la parouesse de Chéné en 1476, celle de Saint Georges de Chasné en 1490 et enfin de Chesneyum en 1516). Le toponyme de Chesné (perdant parfois son -s) va ensuite perdurer dans les sources, parfois précédé du saint patron, jusqu’à la Révolution. Le livre de paroisse nous raconte ensuite qu’« À cette époque les agents municipaux tout à fait ignorants se mirent à l’écrire comme le peuple parlait », c’est-à-dire Chienné (ou Chiené). Ce fut le nom de la commune, là aussi parfois précédé du saint patron, jusqu’à un décret impérial de 1859 qui fixa le nom de Saint-Georges-de-Chesné.

## Histoire

### Origines
Sur les origines de la paroisse, Guillotin de Corson nous raconte ceci : « En 1213, Harscouët de Vendel, chevalier, se désista en faveur d’Olive, abbesse de Saint-Sulpice-des-Bois, des prétentions qu’il avait émises sur certaines dîmes de Vendel, de La Chapelle-Saint-Aubert et de Chesné ; dîmes appartenant de fait au monastère de cette dame. » Et en effet, les recteurs de la paroisse verseront jusqu’à la Révolution un trait de dîmes à l’abbaye bénédictine de Saint-Sulpice-des-Bois ainsi qu’aux bénédictins de Vitré. De même l’abbaye de Saint-Sulpice possédait encore des fiefs dans la paroisse jusqu’en 1682.
On peut prétendre par la toponymie et par les sources existantes que la paroisse ne fut créée qu’aux XIe – XIIe siècles, alors que le maillage paroissial existait déjà. Cela peut amener à penser que la paroisse de Chienné a été démembrée sur le territoire d’une paroisse existante, telle Saint-Jean-sur-Couesnon (ce qui fut le cas pour la création de Saint-Aubin-du-Cormier). C’est la thèse de Roger Blot, et allant dans ce sens, le deuxième patron de la paroisse n’est autre que saint Jean-Baptiste, patron de Saint-Jean-sur-Couesnon.
Enfin, la présence de pierre de remploi en grès roussard, roche caractéristique de l'époque romane, dans les murs de l'église, nous indique la présence d'un édifice primitif au XIe ou XIIe siècle.

### Moyen Âge et Ancien Régime
La paroisse fait partie jusqu'à la fin du XVe siècle des Marches de Bretagne, frontière de fortifications du duché de Bretagne.
En 1488 a lieu la bataille de Saint-Aubin-du-Cormier, paroisse limitrophe, entre les troupes françaises et l'armée ducale. L'indépendance du duché se joue dans cette bataille, où l'armée française sort victorieuse. La fin de l'indépendance, et des guerres qui en découlaient va permettre à cette région des Marches de connaître la paix pendant un siècle; caractérisé par de nombreuses constructions.
Mais à la fin du XVIe siècle, les guerres de la Ligue vont troubler cette paix revenue. La paroisse se situe dans une zone sensible, où se confronte l'influence des ligueurs conduit par le duc de Mercœur, qui tient la majorité de la province, et les Royaux, très présents dans ce secteur avec la ville de Rennes, fidèle au roi et la cité de Vitré, protestante. Saint-Georges-de-Chesné est une des paroisses de la baronnie de Vitré, mobilisé en 1589 par le duc de Mercœur pour assiéger Vitré.

### Révolution et Chouannerie
La commune de Chiené fait partie de ces territoires, dans le pays de Fougères, où la Chouannerie fit rage. Boisguy et son armée opérait dans la région.
La compagnie de Saint-Georges-de-Chesné était l'une des cinq compagnies de la colonne de Fougères sud (qui comptait 1 200 hommes), surnommée Brutale et commandée par Gustave Hay de Bonteville. Le capitaine de la compagnie se nommait Pierre Blot, dit Va-de-bon-cœur.
Un combat a lieu le 4 novembre 1799 sur les communes de Vendel, Billé et Saint-Georges-de-Chesné où 200 Républicains partis de Saint-Aubin-du-Cormier rencontrent une troupe de chouans.

### LeXXesiècle

#### La Première Guerre mondiale
Le monument aux morts de Saint-Georges-de-Chesné porte les noms de quarante-quatre soldats morts pour la France pendant la Première Guerre mondiale.
Armand Jourdan, né en 1888 à Saint-Georges-de-Chesné, soldat au 124e régiment d'infanterie, fut fusillé pour l'exemple le 11 juin 1915 à Baconnes (Marne) pour « refus d'obéissance ».

#### La Seconde Guerre mondiale
Le monument aux morts de Saint-Georges-de-Chesné porte les noms de deux soldats morts pour la France pendant la Seconde Guerre mondiale, E. Jean et E. Legrand.

### LeXXIesiècle
Le 1er janvier 2019, la commune fusionne avec trois autres communes pour former la commune nouvelle de Rives-du-Couesnon.

## Démographie
En 2021, la commune comptait 706 habitants. Depuis 2004, les enquêtes de recensement dans les communes de moins de 10 000 habitants ont lieu tous les cinq ans (en 2004, 2009, 2014, etc. pour Saint-Georges-de-Chesné) et les chiffres de population municipale légale des autres années sont des estimations. 
Après avoir connu un pic de population avec 929 habitants en 1831, la commune se stabilise autour de 800 habitants tout au long du XIXe siècle. Au cours du XXe siècle, la population ne va cesser de décroître pour arriver à son plus bas niveau: 386 habitants en 1999. À la suite du développement du logement dans la commune avec la construction de deux lotissements, la population augmente de nouveau pour atteindre 514 habitants en 2006.
| 1793 | 1800 | 1806 | 1821 | 1831 | 1836 | 1841 | 1846 | 1851 |
| ---- | ---- | ---- | ---- | ---- | ---- | ---- | ---- | ---- |
| 689  | 650  | 785  | 804  | 929  | 827  | 800  | 812  | 820  |

| 1856 | 1861 | 1866 | 1872 | 1876 | 1881 | 1886 | 1891 | 1896 |
| ---- | ---- | ---- | ---- | ---- | ---- | ---- | ---- | ---- |
| 783  | 818  | 826  | 801  | 790  | 797  | 799  | 850  | 760  |

| 1901 | 1906 | 1911 | 1921 | 1926 | 1931 | 1936 | 1946 | 1954 |
| ---- | ---- | ---- | ---- | ---- | ---- | ---- | ---- | ---- |
| 718  | 729  | 707  | 597  | 626  | 587  | 612  | 600  | 553  |

| 1962 | 1968 | 1975 | 1982 | 1990 | 1999 | 2004 | 2009 | 2014 |
| ---- | ---- | ---- | ---- | ---- | ---- | ---- | ---- | ---- |
| 505  | 457  | 417  | 410  | 396  | 386  | 470  | 563  | 693  |

| 2018 | - | - | - | - | - | - | - | - |
| ---- | - | - | - | - | - | - | - | - |
| 708  | - | - | - | - | - | - | - | - |

## Politique et administration

### Liste des maires
| Période                                  | Période | Identité                                  | Étiquette | Qualité                                    |
| ---------------------------------------- | ------- | ----------------------------------------- | --------- | ------------------------------------------ |
| an IX (1801)                             | ?       | Pierre Derennes                           |           |                                            |
|                                          |         |                                           |           |                                            |
| ?                                        | 1899    | Xavier Derennes                           |           |                                            |
| 1899                                     | 1929    | Pierre Legrand                            |           |                                            |
| 1929                                     | 1947    | Pierre Legrand                            |           |                                            |
| 1947                                     | 1974    | Louis Delaunay                            |           |                                            |
| 1974                                     | 1995    | Amand Auffray                             |           |                                            |
| 1995                                     | 2018    | Joseph Érard (4e mandat à partir de 2014) | UDI-AC    | Agriculteur Député suppléant (2007 → 2017) |
| Les données manquantes sont à compléter. |         |                                           |           |                                            |

### Syndicat des eaux du Chesné
Ce syndicat intercommunal est créé en 1964, afin d'équiper en eau potable les communes entre Saint-Aubin-du-Cormier et Fougères. Une station de pompage est créée dans ce but au village de Bouchard, à Saint-Georges-de-Chesné. Le syndicat réunit outre Saint-Georges-de-Chesné, les communes de Beaucé, Billé, Combourtillé, Fleurigné, La Chapelle-Saint-Aubert, La Selle-en-Luitré, Parcé, Saint-Jean-sur-Couesnon, Saint-Marc-sur-Couesnon et Vendel. Le siège social du syndicat des eaux se situe à la mairie de Saint-Georges-de-Chesné.

### École
En 1850, c'est une religieuse de Saint-Sauveur-des-Landes qui vient faire classe aux garçons et aux filles dans une maison du bourg, louée par la commune. En 1872, la première institutrice laïque est nommée à Saint-Georges. La municipalité décide de construire une école des garçons en 1880, qui fera également office de salle de mairie. Le premier instituteur est nommé à l'école des garçons à la rentrée de septembre 1880. Une école des filles est construite en 1902, sur laquelle est annexée une école enfantine en 1931. Les écoles de la commune redeviennent mixtes en 1939.
Un des premiers regroupements scolaires du département est créé à Saint-Georges en 1976, devenu ensuite regroupement pédagogique intercommunal (RPI), dans le but de conserver les écoles dans les petites communes. Ce RPI regroupe, outre Saint-Georges-de-Chesné, les communes de Vendel, Saint-Jean-sur-Couesnon et Saint-Marc-sur-Couesnon, qui furent rejoints ensuite par La Chapelle-Saint-Aubert. Aujourd'hui, l'école de la commune comporte trois classes.

### Jumelages
Participation au rassemblement des Saint-Georges de France en 2008, à Saint-Georges (Lot-et-Garonne).

## Économie
Saint-Georges-de-Chesné est une commune rurale. L'agriculture y tient une place prépondérante.
Beaucoup d'habitants travaillent à l'extérieur, dans la région rennaise ou sur Fougères.
Quelques artisans sont établis dans la commune: maçons, plaquiste, menuisier, pépinériste-horticulteur. Le seul commerce, appartenant à la commune, est de fait multi-services : bar, tabac, épicerie, dépôt de pain, essence.

## Patrimoine

### Église Saint-Georges

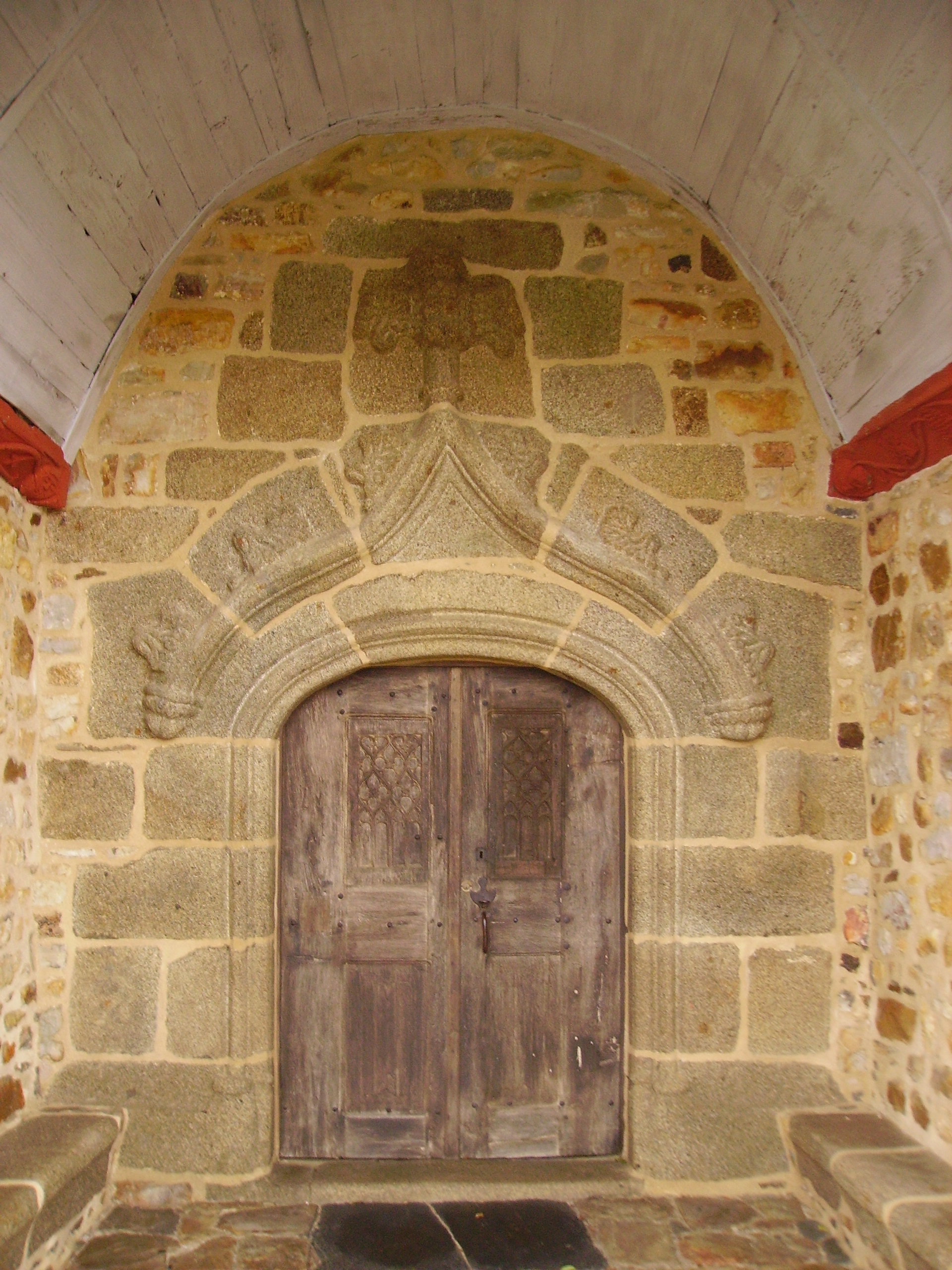
Vue du chapitré.

L'église Saint-Georges est marquée par les XVe et XVIe siècles. C'est une église gothique. Son plan est simple, celui d'une croix. Le chœur date des années 1520, on y voit les vestiges de l'ancienne maîtresse-vitre : trois panneaux figurant la Crucifixion et la patron de la paroisse, saint Georges.
La  nef et les chapelles latérales sont plus tardives, respectivement des années 1560, 1660 et 1780.
Le clocher-beffroi est construit au XVIIe siècle. Il culmine à plus de 30 mètres. Ce clocher impressionnant a été entièrement restauré au début des années 2000.

### Enclos presbytéral
Si l’église a perdu son enclos paroissial avec le déplacement du cimetière en 1948 et la destruction de son mur au milieu des années 1960, l’ensemble presbytéral a lui été préservé. C’est sans doute un exemple unique dans le département d’un ensemble architectural aussi riche s’articulant autour d’un presbytère. Outre celui-ci, on retrouve dans cet ensemble clos par un mur : le portail d’entrée composé d’une porte cochère et d’une porte piétonnière, la grange dîmière, un fournil, ce qui semble être un garde-manger et bien sûr le jardin clos, muni d'une serre qui sert à la fois de potager et de verger.
La façade du presbytère nous indique qu’elle a été modifiée plusieurs fois par le passé. Des linteaux ne sont pas à leur place. Mais une date est restée gravé dans la pierre : 1680.
La grange dîmeresse est quant à elle construite en 1717 comme l’indique une inscription : « MR BUDECOQ  RC  DE  CHENE  1717 », par le recteur René Budecoq. La décision de sa construction fut prise car jusqu'à cette époque, la fabrique était obligée de louer à une personne de la paroisse des greniers pour entreposer cet impôt ecclésiastique en nature qu’était la dîme (en théorie, un dixième des récoltes). C’est pour cela que son architecture est si particulière. En effet, la grange présente une toiture « à la Mansart » qui permet d’avoir deux niveaux de greniers, appelés brisis et terrasson, permettant de stocker plus de céréales. La couverture de la grange était aussi remarquable jusqu’en 1974, date à laquelle on la changea pour de l’ardoise. En effet, cette couverture était réalisée en essentes, essagnes en gallo, c’est-à-dire une planchette de châtaignier, très résistante au temps. Quelques maisons du bourg arboraient encore ce type de couverture au début du XXe siècle.

### Manoir du Molan
Le manoir qui se situe au lieu-dit les Molans date du tout début du XVIIe siècle. Auparavant s’élevait un petit château, fortifié, qui fut détruit après la fin des guerres de Religion. Le manoir actuel est une ancienne métairie noble qui se distingue de l’habitat paysan par la présence d’une tour, symbole de la noblesse de ses propriétaires. Pourtant cette tour n’a qu’une fonction utilitaire : elle contient un escalier à vis, en bois, qui dessert deux étages.
Ce château semble appartenir aux Busson, seigneurs de Gazon, de Pocé (à côté de Vitré) au début du XVIe siècle puis passe rapidement aux seigneurs de la Dobiais dont les différentes familles le possèderont jusqu’à la Révolution.
Le fait historique attaché à ce château se déroule pendant la guerre de la Ligue, ultime épisode des guerres de Religion en Bretagne. En 1593, le capitaine de la ville de Rennes, René Marec de Montbarrot, fidèle au roi Henri IV, envoya une garnison garder le château du Molan pour l’empêcher de tomber aux mains des partisans du duc de Mercœur, le chef de la Ligue en Bretagne.

## Activité culturelle et manifestations

### Critérium cycliste
Le Grand Prix cycliste de Saint-Georges-de-Chesné est créé en 1948 par le maire de la commune de l'époque, Louis Delaunay. Organisé par le comité des fêtes, il s'agissait d'une course en ligne au départ puis d'une course sur un circuit fermé d'un peu moins d'un kilomètre, faisant le tour du bourg à partir de 1950. Le G.P. cycliste est de plus en plus populaire et devient un des critériums les plus réputés du département, il attirait chaque année dans la petite commune 4 à 5 000 spectateurs.
Était invité le fleuron du cyclisme français : Jacques Anquetil, Raymond Poulidor, Roger Pingeon, Jean Stablinski ainsi que les Bretons Joseph Groussard et son frère Georges Groussard, Albert Bouvet ou encore Jean Robic, ainsi que les grands noms du cyclisme international : Felice Gimondi, Jan Janssen, Tom Simpson, Rolf Wolfshohl, Federico Bahamontes, etc.

### Jeux

#### Jeux de palets
Palet sur planche.
Pibot (ou pitao).
Palet sur terre.

### Pratiques

#### Les classes
Conscrit.

#### Le canon de la Croslais
Une petite pièce d'artillerie a été offerte au village de la Croslais par le député de Fougères Édouard Pontallié, pour le centenaire de la Révolution en 1889. Il voulait récompenser ainsi ce village, réputé acquis à la République. Et depuis, chaque 14-Juillet, le bruit de canon retentit à la Croslais.

### Processions
- Fête-Dieu
- Rogations
- Communion solennelle
- Mi-Août

### Associations

Le blason de l'I.S.G.C.

- Indépendante Saint-Georges-de-Chesné - I.S.G.C.[13] Le club est fondé en 1956. Club de football à l'origine, il devient multi-sports avec différentes sections: volley-ball, badminton, gymnastique d'entretien, marche à pied, etc.

Palmarès
- Accession en Promotion d'Honneur : 2013
- Accession en Division Régionale d'Honneur : 2014

Faits marquants
- 3e tour de la coupe de France face à La Vitréenne (CFA2) : 15 septembre 2013 (0-3).

- Association Bibliothèque Culture Détente - ABCD.
- Comité des fêtes.
- Club de l'Amitié.
- Association Communale de Chasse Agréée - ACCA.
- Anciens Combattants.

## Gastronomie

### Pommes
Deux variétés de pommes sont originaires de la commune :
- La grosse verte de Saint-Georges[14] : pomme à compote avec une forme très grosse, ronde, un peu côtelée. Son épiderme est vert clair, terne, avec quelques points roux. Sa chair est verdâtre, acide, très juteuse et goûtée.
- La rayée[15] : sa forme est moyenne, ronde et irrégulière. Son épiderme est de fond jaune, très largement rayé de carmin clair, plus ou moins taché et marbré de liège. Sa chair est verte-jaunâtre, légèrement acidulée, suffisamment juteuse et sucrée. Elle se conserve très bien.

### Poiré, cidre etgoutte
Les érudits du XIXe siècle déclaraient déjà que le poiré de Saint-Georges-de-Chesné, dit de « crapaud », du nom d'une variété locale de poire, était très réputé dans la région, et qu'il s'exportait même. Progressivement, le cidre supplanta complètement le poiré dans ce secteur. Quelques fermiers en fabriquaient encore pour leur consommation personnelle au début des années 1990.

### Lait ribot
ou lait de barrate.